# 提恩傳媒
提恩傳媒實業有限公司，簡稱提恩傳媒，是香港新興代理商JOYUPMEDIA委託在台灣地區經營日本電視動畫、電影及周邊商品授權业务的企业。2019年6月26日在新北市成立。

## 公司運營
2019年3月，以joyupmedia名義在台灣開始宣傳旗下代理作品。
2019年6月，在新北市註冊登記成立提恩傳媒實業有限公司並設點，正式進入台灣版權代理市場。
2020年1月31日至2月4日，提恩傳媒參加了2020台北國際動漫節，並在展期最後一天舉辦了《星光少男 KING OF PRISM》聲優五十嵐雅見面會。

## 周邊代理
- 佐賀偶像是傳奇
- 大欺诈师 GREAT PRETENDER
- 炎炎消防隊

## 外部鏈接
- 提恩傳媒官網 （页面存档备份，存于）
- YouTube上的提恩傳媒頻道
- 提恩傳媒的Plurk專頁
- 提恩傳媒的Facebook專頁